# Тадеуш Іґнарович
Тадеуш Іґнарович (пол. Tadeusz Ignarowicz; нар. 31 липня 1899, Львів — пом. 9 жовтня 1963, Забже, Польща) — польський футболіст. Захисник, відомий виступами за «Поґонь» (Львів). Дворазовий чемпіон Польщі (1922, 1923). Майор резерву Польського війська. Нагороджений Хрестом Хоробрих і Кавалерським Хрестом Ордена Відродження Польщі.

## Життєпис
Навчався в IV гімназії у Львові.
У чемпіонських для «Поґоні» (Львів) сезонах 1922 і 1923 провів усі ігри (8 і 9, відповідно), не забив жодного м'яча.
Доктор медицини. Станом на 1939 рік мешкав по вулиці Леона Сапєги, 22 (сучасна вул. Бандери).
Майор резерву Польського війська. Нагороджений Хрестом Хоробрих і Кавалерським Хрестом Ордена Відродження Польщі.
Дружина — Марта (1910—2001).
Помер 9 жовтня 1963 в Забже. Тадеуш і Марта Іґнаровичі поховані на цвинтарі Св. Вавжиньца (Св. Лаврентія) у Вроцлаві.

## Досягнення
- Чемпіонат Польщі
  -  Чемпіон (2): 1922, 1923